# Sor (adatszerkezet)
A sor (queue) egy FIFO (First In First Out) működési elvű, a programozásban használatos adatszerkezet. A besorolt elemek mindig a sor végére kerülnek. Elemet kivenni kizárólag a sor elejéről lehet. Jellemző felhasználási módja a sorszámhúzó automata, vagy a gyorsabb és lassabb rendszerek közötti puffer, például a billentyűzetpuffer vagy a nyomtatási sor. Elosztott rendszerek közötti adatközlés segítésére is szolgálhat, illetve ha az adatokhoz azonos programból egyszerre több szálnak kell hozzáférnie.
Jellemző sorműveletek:
- elem beillesztése a sor végére (enqueue)
- elem kinyerése a sor elejéről (dequeue)
- sor elején álló elem megtekintése annak sorból való eltávolítása nélkül (peek)
- sor elemszámának kinyerése (count)
- sor ürítése (clear).

A sor adatszerkezet megvalósítása általában programozással és nem hardveresen történik.